# Mycetophila signatoides
Mycetophila signatoides är en tvåvingeart som beskrevs av Dziedzicki 1884. Mycetophila signatoides ingår i släktet Mycetophila och familjen svampmyggor.
Artens utbredningsområde är Tyskland. Arten är reproducerande i Sverige. Inga underarter finns listade i Catalogue of Life.